# Pterostichus neobrunneus
Pterostichus neobrunneus är en skalbaggsart som beskrevs av Carl Hildebrand Lindroth. Pterostichus neobrunneus ingår i släktet Pterostichus och familjen jordlöpare. Inga underarter finns listade i Catalogue of Life.